# ÅWL Arkitekter
ÅWL Arkitekter är ett arkitektkontor med ca 120 medarbetare i Stockholm och Norrköping. Företaget grundades 1983 och namnet ÅWL kommer från första bokstaven i efternamnen hos de tre grundarna Tomas Åsberg, Per Wångstedt och Olof Lotström. Företaget arbetar huvudsakligen med bostäder, landskapsarkitektur, stadsbyggnad och kommersiella byggnader. VD för ÅWL Arkitekter är Cecilia Holmström.
Bland ÅWL Arkitekters arbeten kan nämnas en rad bostadshus och områden i Stockholm, som till exempel Kvarteret Lusten på Kungsholmen, Svea Torn och Starrbäcksängen på Gärdet, Fredriksdal och Sjöstadspiren i Hammarby Sjöstad och Kajen 5 i Liljeholmen. Dessutom arbetar företaget med projekt som stadsplanen för Kvarnholmen i Nacka och Öster Mälarstrand i Västerås. I Norrköping har ÅWL Arkitekter ritat en rad profilbyggnader, som t.ex. Visualiseringscenter C, Magnentus Tower och Stadium Arena, och även flera centrala kvarter. I Ängelholm har ÅWL ritat Vattnets Hus och i Stockholm stod företaget för utformningen av fastigheten Storseglet 3 i nya bostadsområdet Gröndal Strand. 

## Arbeten i urval

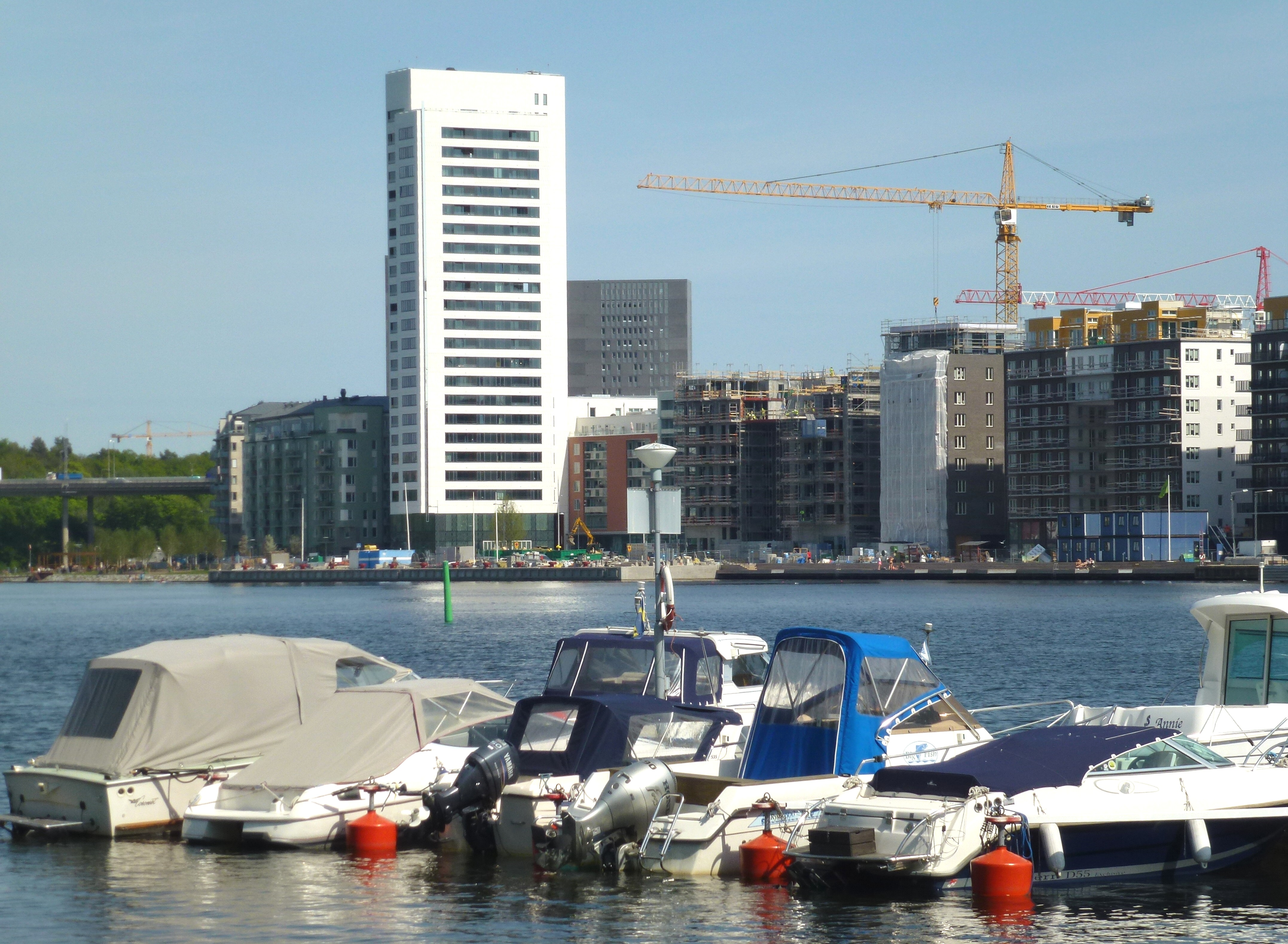
Kvarteret Lusten, Stockholm
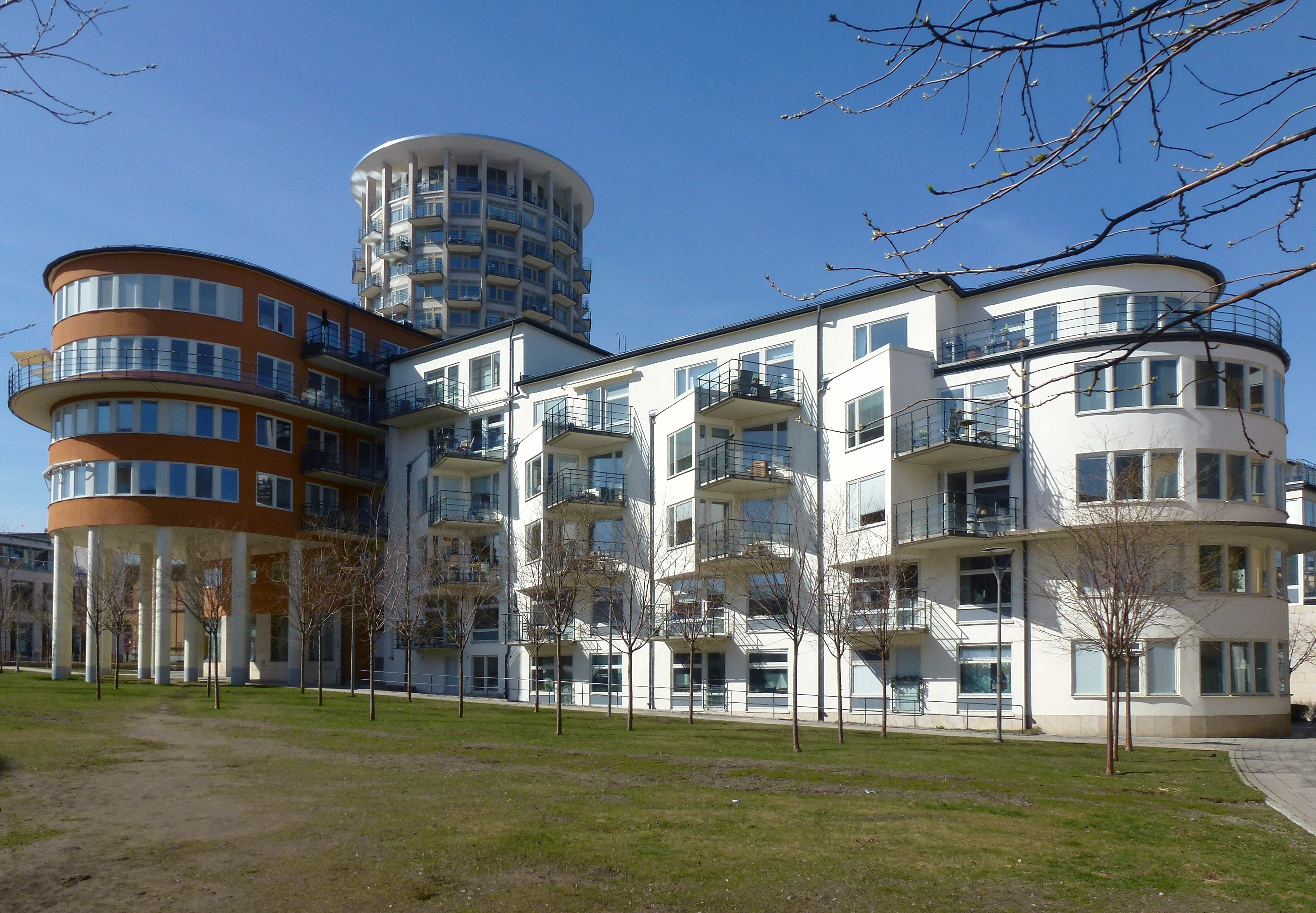
Starrbäcksängen och Svea torn, Stockholm
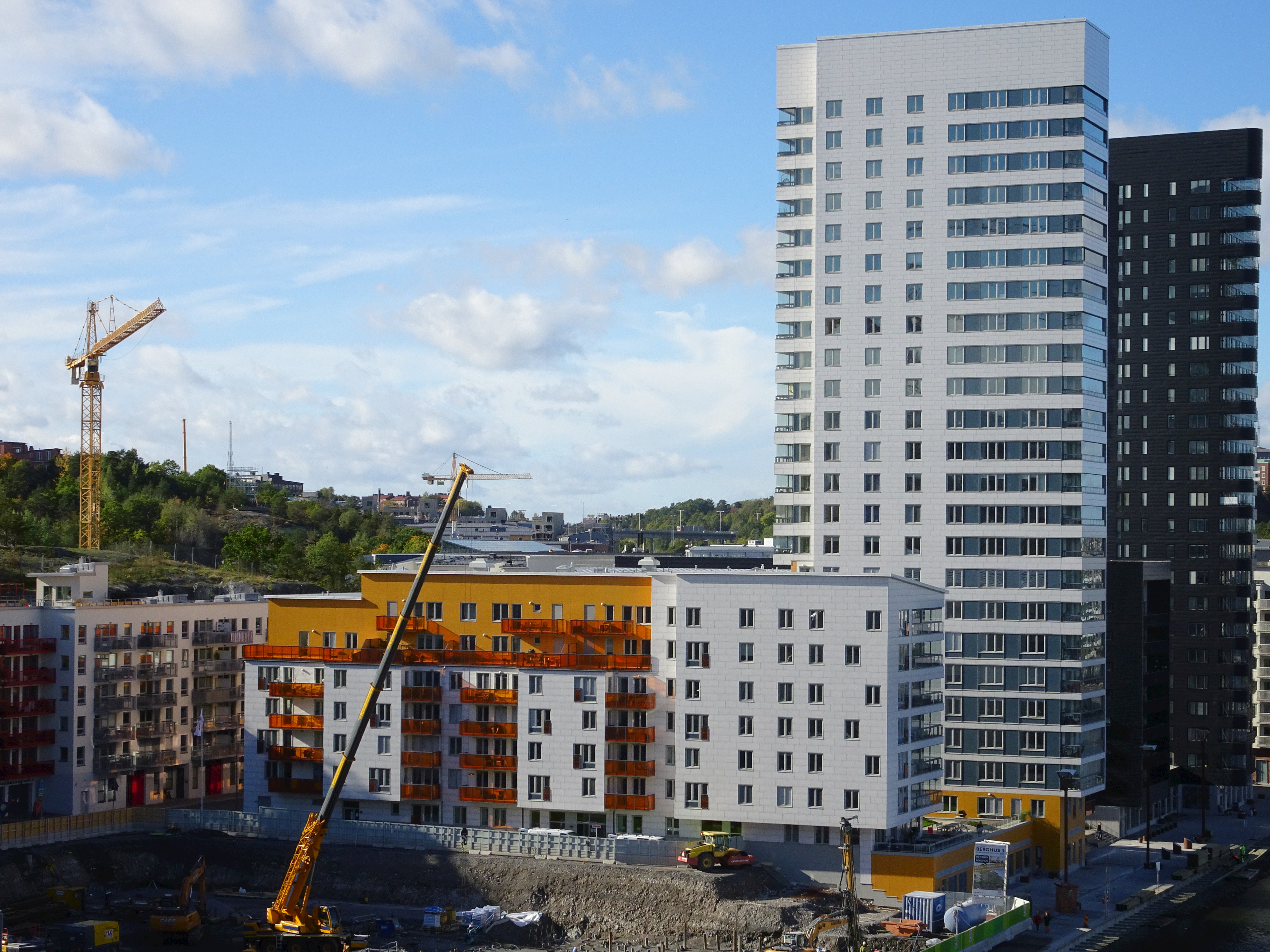
Kajen 5, Stockholm
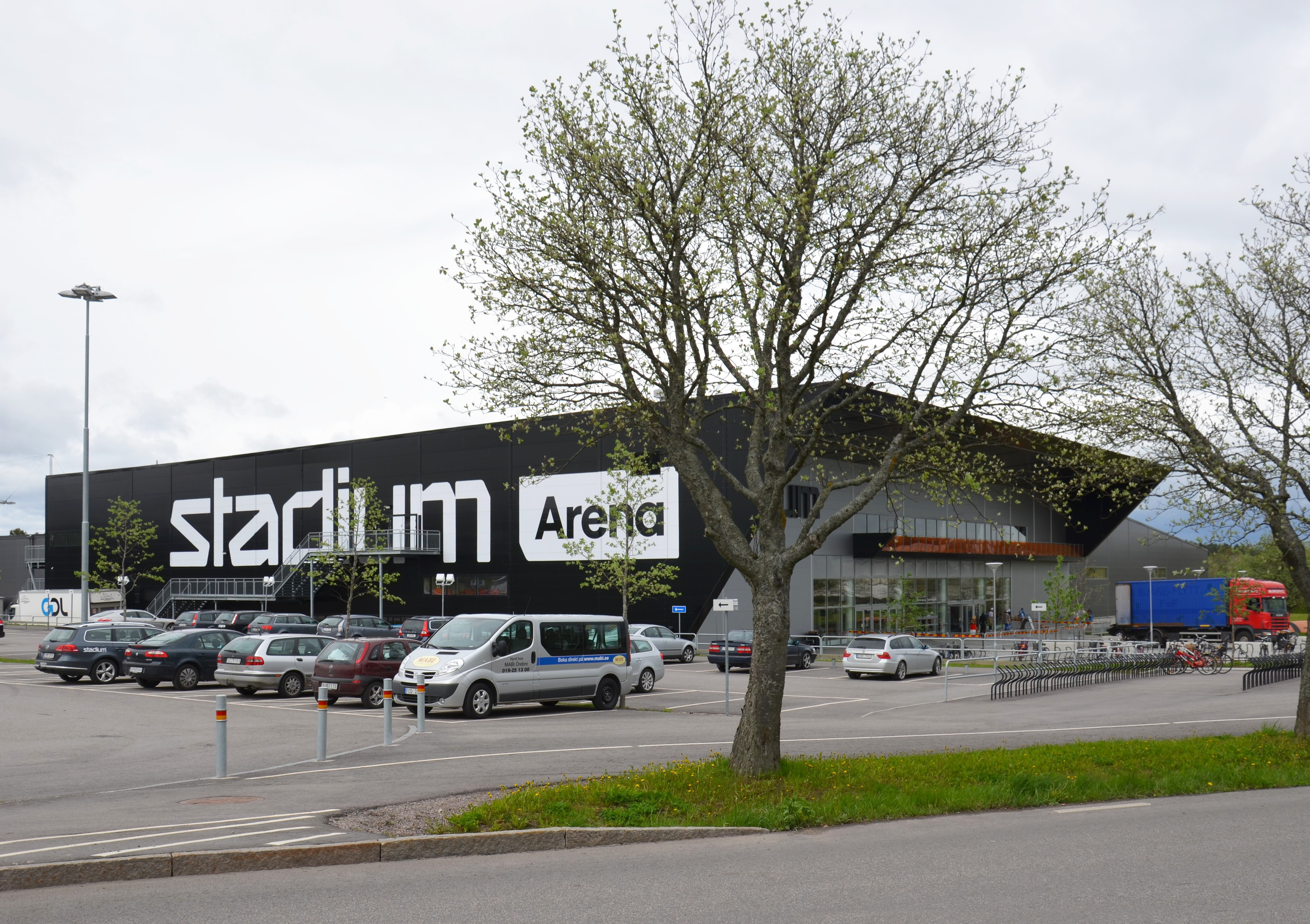
Stadium Arena, Norrköping
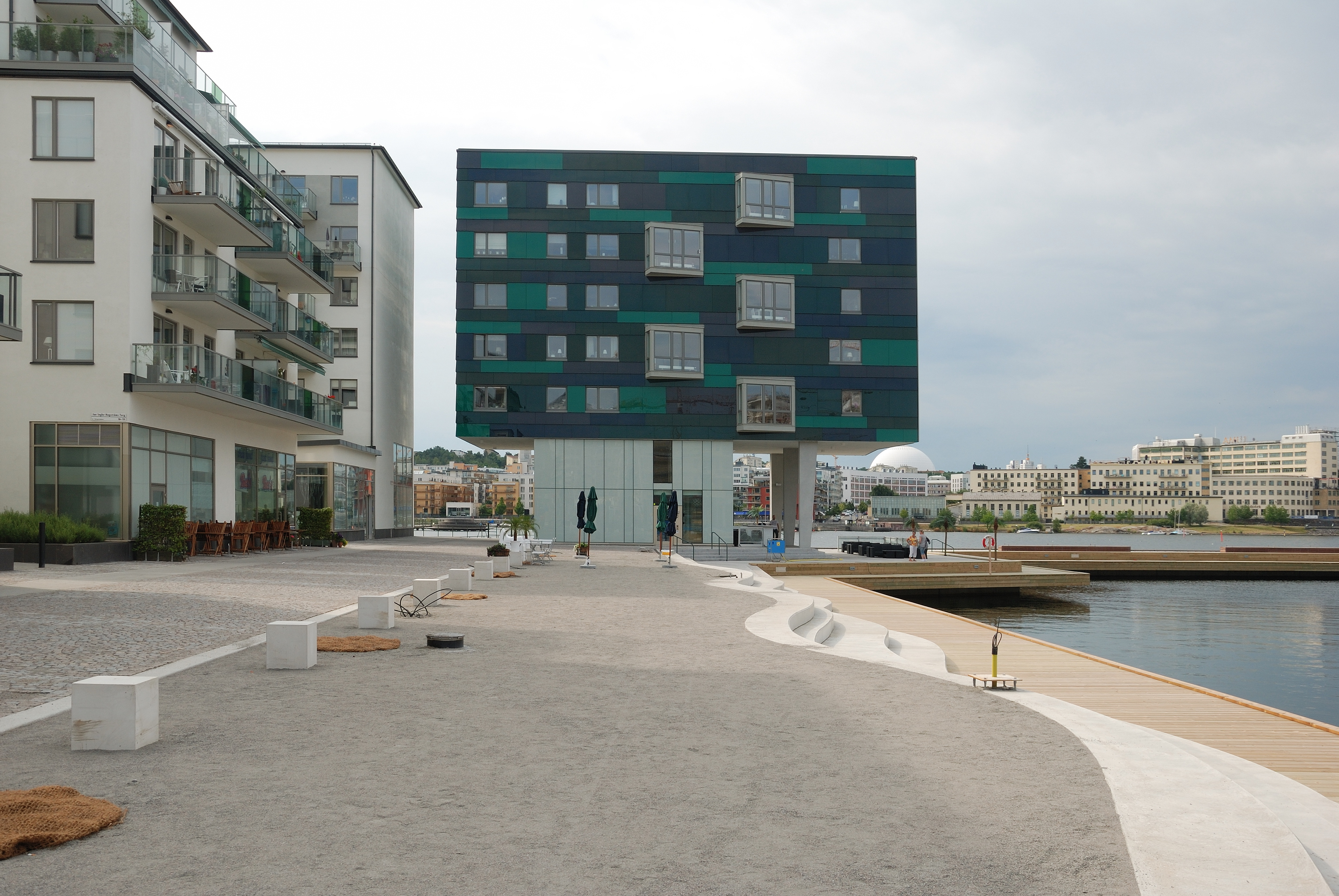
Sjöstadspiren, Hammarby Sjöstad